# Zbigniew Mroziński
Zbigniew Zenon Mroziński (ur. 17 marca 1945 w Piotrkowie Trybunalskim, zm. 27 sierpnia 2016) – polski polityk, związkowiec, poseł na Sejm III kadencji.

## Życiorys
Ukończył w 1969 Technikum Mechaniczne w Koluszkach, następnie do 2004 był zatrudniony w Piotrkowskich Zakładach Przemysłu Sklejek. W 1980 przystąpił do „Solidarności”, był członkiem regionalnych władz związku. W stanie wojennym został internowany na okres od 13 grudnia 1981 do 15 listopada 1982. Po zwolnieniu w dalszym ciągu brał udział w działalności podziemnej, zajmując się m.in. organizacją akcji ulotkowych i kolportażem prasy niezależnej, a w 1989 inicjowaniem strajków w piotrkowskich zakładach pracy.
W latach 90. przewodniczył zarządowi Regionu Piotrkowskiego NSZZ „Solidarność” (1990–1998), pełnił także funkcje radnego miasta oraz członka Wojewódzkiej Rady Zatrudnienia. Był posłem III kadencji wybranym z listy Akcji Wyborczej Solidarność (1997–2001).
Po zakończeniu pracy w parlamencie przeszedł na rentę i powrócił do działalności związkowej. W 2002 został wybrany do zarządu regionalnego związku.
W 2007 odznaczony Krzyżem Oficerskim Orderu Odrodzenia Polski. W 2015 otrzymał Krzyż Wolności i Solidarności
Został pochowany na Starym Cmentarzu Rzymskokatolickim w Piotrkowie Trybunalskim.